# Mostarski filmski festival
Mostarski filmski festival (MOFF) je bosanskohercegovački filmski festival koji se održava u gradu Mostaru.

## Povijest
Godine 2007. kazališno-filmska udruga Oktavijan organizirala je filmsku reviju pod nazivom Dani filma Mostar. Nakon deset godina Dani filma Mostar prerastaju u Mostarski filmski festival. Na Danima filma dodjeljivana je Nagrada Stablo života za životno djelo čiji su dobitnici bili:
- 2008. - Milena Dravić i Mustafa Nadarević
- 2009. - Mira Banjac i Ivica Vidović
- 2010. - Rade Šerbedžija
- 2011. - Božidarka Frajt i Boris Buzančić
- 2012. - Ana Karić i Radko Polič
- 2013. - Nada Đurevska i Bogdan Diklić
- 2014. - Špiro Guberina i Ivo Gregurević
- 2015. - Josip Mlakić i Mima Karadžić

Na Mostarskom filmskom festivalu dodjeljuje se nagrada Stablo života za najbolju mušku ulogu, najbolju žensku ulogu, najbolju sporednu žensku ulogu, najbolju sporednu mušku uloga te za najboljeg debitanta.
Direktor festivala je mostarski glumac Slaven Knezović, a umjetnička direktorica je Maja Knezović-Lasić, glumica i redateljica.

### MOOF 2016.
Osim natjecateljskog programa, program festivala čine dokumentarni program DocuSpectre, studentski i dječji program.
U natjecateljskom programu prikazano je sedam filmova:
- Smrt u Sarajevu (BiH, 85 min.)
- S one strane (Hrvatska, Srbija; 85 min.)
- Oslobođenje Skoplja (Makedonija, Hrvatska, Finska; 110 min.)
- Ne gledaj mi u pijat (Hrvatska, 105 min.)
- Ministarstvo ljubavi (Hrvatska, 103 min.)
- Lazar (Makedonija, Francuska, Hrvatska, Bugarska; 105 min.)
- Dnevnik mašinovođe (Srbija, 85 min.)

#### Nagrade[4]
- najbolja ženska uloga: Ksenija Marinković (S one strane)
- najbolja muška uloga: Stjepan Perić (Ministarstvo ljubavi)
- najbolja sporedna ženska uloga: Nataša Petrović (Lazar) i Dijana Vidušin (Ministarstvo ljubavi)
- najbolja sporedna muška uloga: Goran Navojec (Lazar) i Muhamed Hadžović (Smrt u Sarajevu)
- najbolji debitant: David Todosovski (Oslobođenje Skoplja)

### MOOF 2017.
Osim natjecateljskog programa, program festivala čine međunarodni program Between The Rivers, dokumentarni program DocuSpectre, studentski i dječji program.
U natjecateljskom programu prikazano je devet filmova:
- Žaba (BiH, Makedonija, Srbija, Hrvatska; 78 min.)
- Rekvijem za gospođu J (Srbija, Bugarska, Makedonija, Rusija, Francuska; 93 min.)
- Rudar (Slovenija, 98 min.)
- The Books of Knjige: Slučajevi pravde (Crna Gora, 87 min.)
- Ime: Dobrica, Prezime: Nepoznato (Srbija, 98 min.)
- Kad dan nije imao ime (Makedonija, Belgija, Slovenija; 84 min.)
- Zbog tebe (Hrvatska, 115 min.)
- Prokleti pas (Srbija, 88 min.)
- Mrtve ribe (BiH, Srbija; 120 min.)

#### Nagrade[7]
- najbolja ženska uloga: Mirjana Karanović (Rekvijem za gospođu J)
- najbolja muška uloga: Emir Hadžihafizbegović (Žaba)
- najbolja sporedna ženska uloga: Hana Selimović (Ime: Dobrica, Prezime: Nepoznato)
- najbolja sporedna muška uloga: Ivo Krešić (Mrtve ribe)
- najbolji debitant: glumački ansambl filma Kad dan nije imao ime

### MOOF 2018.
Osim natjecateljskog programa, program festivala čine dokumentarni program DocuSpectre, studentski i dječji program te retrospektiva.
U natjecateljskom programu prikazano je trinaest filmova:
- Sam samcat (Hrvatska, Nizozemska, Srbija, BiH, Crna Gora ; 88 min.)
- Comic Sans (Hrvatska, 103 min.)
- Za ona dobra stara vremena (Hrvatska, 105 min.)
- Južni vetar (Srbija, 130 min.)
- Zaspanka za vojnike (Srbija, 121 min.)
- Agape (Hrvatska, 76 min.)
- Meso (BiH, Srbija; 120 min.)
- Osmi povjerenik (Hrvatska, 139 min.)
- Operacija zajebancija (Bugarska)
- Duran (BiH)
- Tajni sastojak (Makedonija, 104 min.)
- Družinica (Slovenija, 95 min.)
- Mate i Jure (BiH)

#### Nagrade[10]
- najbolja ženska uloga: Irena Kovačević (Družinica)
- najbolja muška uloga: Frano Mašković (Osmi povjerenik)
- najbolja sporedna ženska uloga: Nadia Cvitanović (Osmi povjerenik)
- najbolja sporedna muška uloga: Srđan Todorović (Južni vetar)
- najbolji debitant: Marko Vasiljević (Zaspanka za vojnike)

### MOOF 2019.
Osim natjecateljskog programa, program festivala čine dokumentarni, studentski i dječji program te retrospektiva.
U natjecateljskom programu prikazano je deset filmova:
- General (Hrvatska, 145 min.)
- Taksi Bluz (Srbija, 88 min.)
- Ajvar (Srbija, Crna Gora; 107 min.)
- Koja je ovo država (Hrvatska, Srbija, Poljska; 118 min.)
- Šavovi (Srbija, Slovenija, Hrvatska, BiH; 100 min.)
- Dopunska nastava (Hrvatska, 101 min.)
- Bog postoji i zove se Petrunija (Makedonija, Slovenija, Belgija, Hrvatska, Francuska; 100 min.)
- Između dana i noći (Crna Gora, Srbija; 77 min.)
- Sin (BiH, 106 min.)
- Posljednji Srbin u Hrvatskoj (Hrvatska, 90 min.)

#### Nagrade[12]
- najbolja ženska uloga: Snežana Bogdanović (Šavovi)
- najbolja muška uloga: Sergej Trifunović (Ajvar)
- najbolja sporedna ženska uloga: Jovana Stojiljković (Šavovi)
- najbolja sporedna muška uloga: Dražen Kuhn (Koja je ovo država)
- najbolji debitant: Zorica Nuševa (Bog postoji i zove se Petrunija)

## Vanjske poveznice
- Službene stranice festivala  Arhivirana inačica izvorne stranice od 26. studenoga 2016. (Wayback Machine)